# Ali Zafar
Ali Zafar (Lahore, 18 mei 1980) is een Pakistaans singer-songwriter, model, acteur, producer en scenarioschrijver, die vooral bekend is om zijn rollen bij Bollywoodfilms in India.
Ali Zafar werd geboren in Lahore, Pakistan. Zafar’s carrière begon op de Pakistaanse televisie. Hij was scenarioschrijver bij een reclamecampagne van Pearl Continental Hotel in Lahore en begon daarna te acteren in televisieseries. Hij debuteerde als televisieacteur door op te treden in dramaseries “Kollege Jeans”, “Kanch Ke Par” en Landa Bazar” (2002). Later vestigde hij ook een carrière in Bollywood. Zafar werkte als componist en werd populair met zijn single "Channo" van zijn debuutalbum “Huqa Pani”, waarvan wereldwijd meer dan vijf miljoen exemplaren zijn verkocht. "Channo" bleek een enorm succes te zijn, stond bovenaan in vele hitlijsten en leverde hem verschillende prijzen en onderscheidingen op. Zafar maakte zijn acteerdebuut met een hoofdrol in de Bollywood-satirefilm “Tere Bin Laden” uit 2010. Zijn optreden in de film oogstte kritiek, maar leverde hem ook verschillende nominaties op, waaronder een Filmfare. Hij werkte toen ook in verschillende films, waaronder “Mere Brother Ki Dulhan”, “Chashme Baddoor” en “Dear Zindagi”.
Naast zijn acteer- en zangcarrière neemt Zafar deel aan tours, concerten en toneelvoorstellingen. Hij is actief in humanitair werk en heeft hij een aantal overeenkomsten met goede doelen. In 2013 werd Zafar uitgeroepen tot "Meest sexy Aziatische man ter wereld", gebaseerd op een wereldwijde opiniepeiling door de Britse krant Eastern Eye.
- Library of Congress Control Number: n2012204369
- MusicBrainz: aea7a9d8-0d1f-4dee-bee3-708a37c1bc83
- Virtual International Authority File: 219981092
- WorldCat: E39PBJfGXhyqdxvfGy8QjcBQMP